# 田中禾
田中禾（1941年—2023年7月25日），原名张其华，男，河南唐河人，中国作家，曾任河南省文联副主席，河南省作家协会主席，中国作家协会全国委员会委员。